# Orthomorpha bipulvillata
Orthomorpha bipulvillata är en mångfotingart som beskrevs av Carl 1902. Orthomorpha bipulvillata ingår i släktet Orthomorpha och familjen orangeridubbelfotingar. Inga underarter finns listade i Catalogue of Life.